# Jewgeni Aronowitsch Dolmatowski

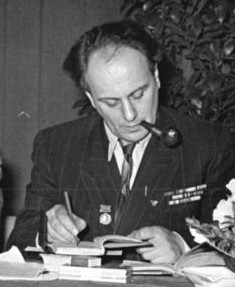
Dolmatowski in Leipzig (1954)

Jewgeni Aronowitsch Dolmatowski (russisch Евгений Аронович Долматовский; wiss. Transliteration Evgenij Aronovič Dolmatovskij; * 22.jul. / 5. Mai 1915greg. in Moskau; † 10. September 1994 ebenda) war ein sowjetischer Dichter und Liedtexter.

## Leben

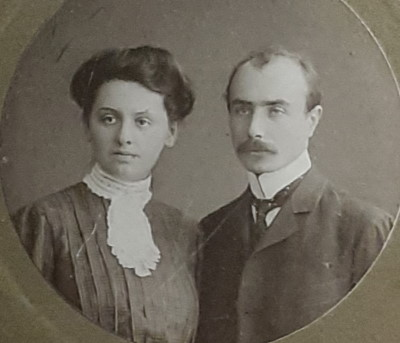
Dolmatowskis Eltern (1906)

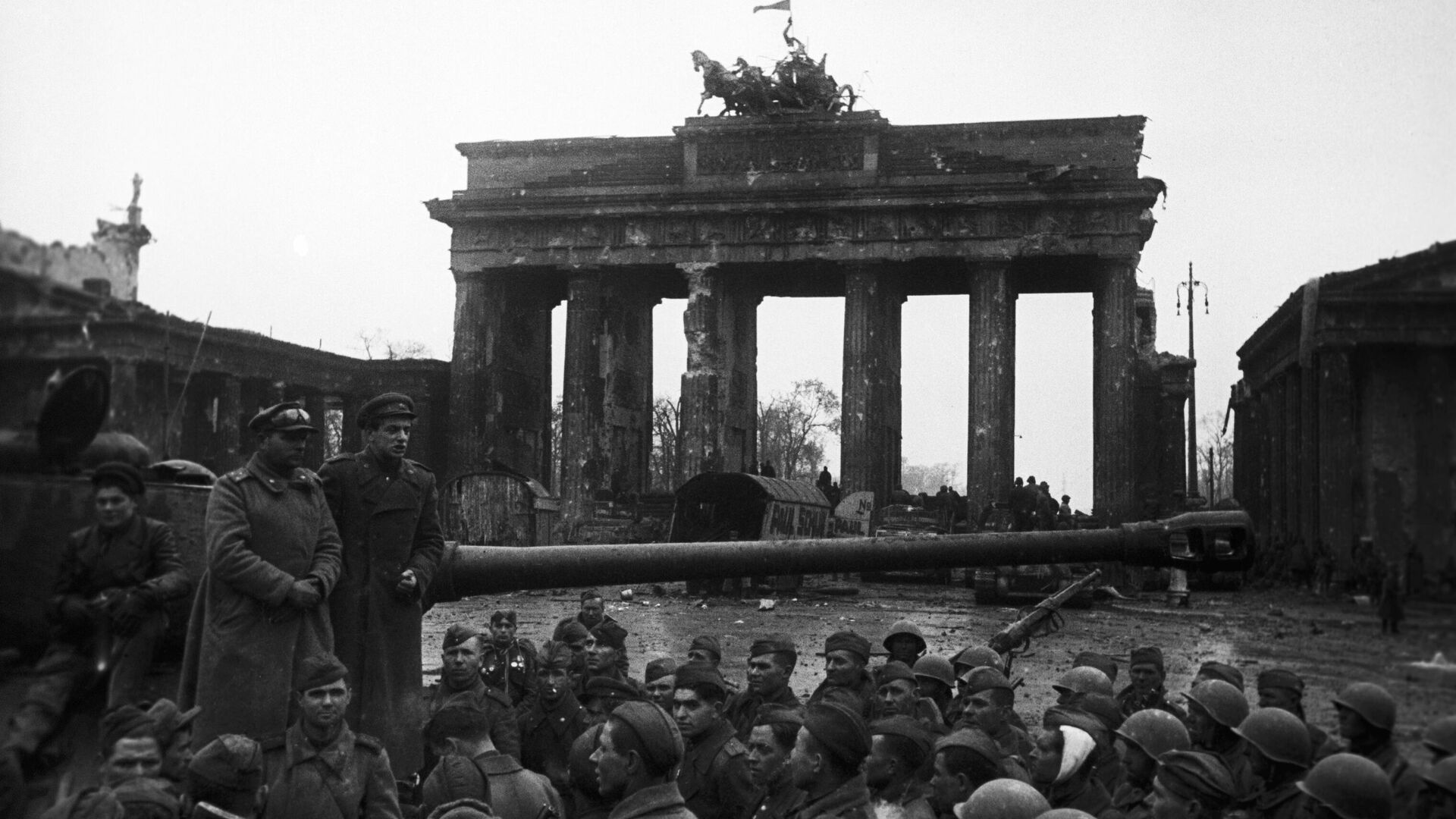
Dolmatowski (auf dem Panzer, 1. v. r.) in Berlin: nach der Unterzeichnung des Befehls zur Einstellung der Kampfhandlungen durch General Weidling am 2. Mai trug er am Brandenburger Tor Gedichte vor (Foto von Jewgeni Chaldei)

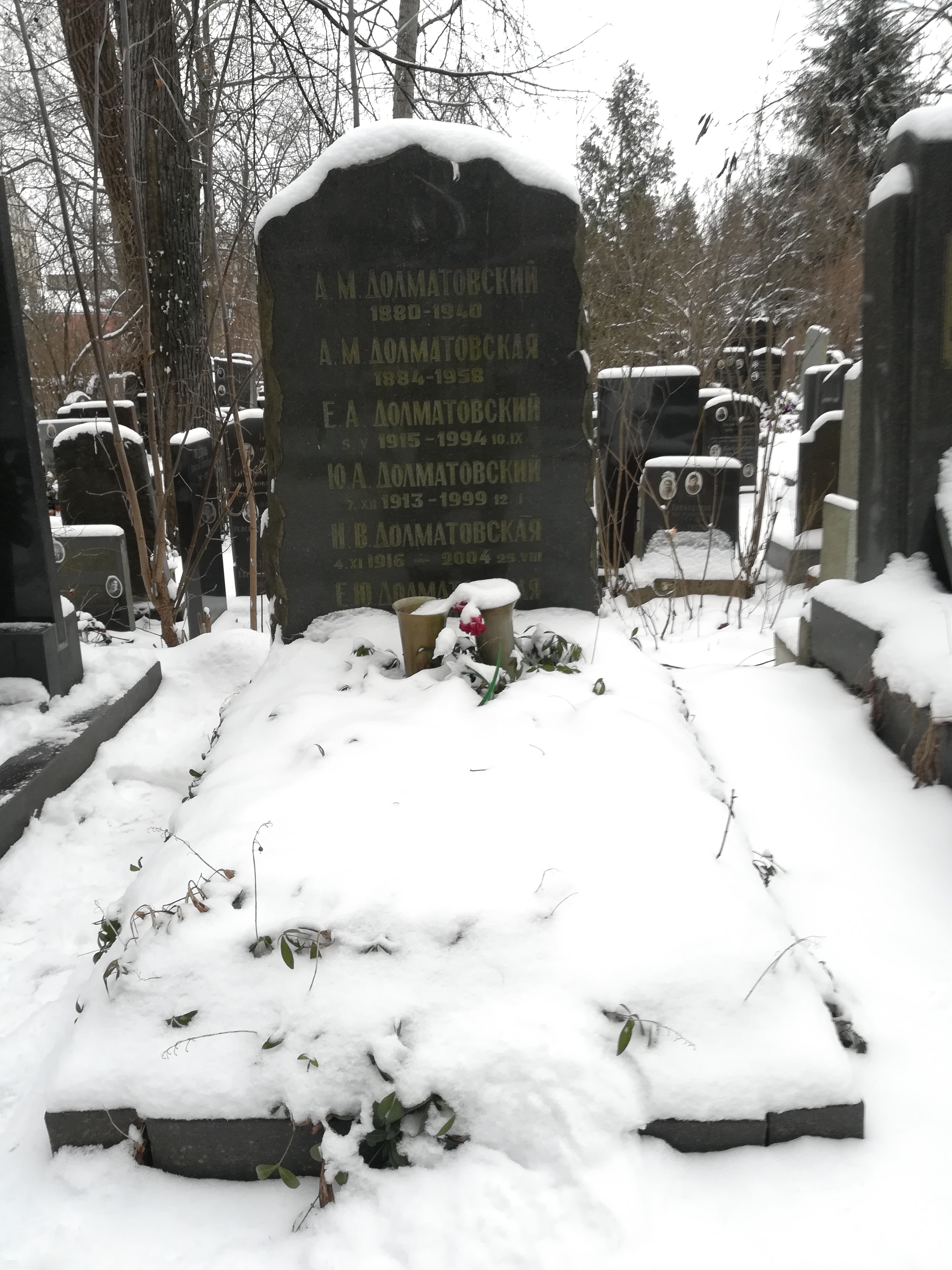
Familiengrab der Dolmatowskis auf dem Donskoi-Friedhof

Dolmatowski war der Sohn des Juristen Dr. Aron Moisewitsch Dolmatowski (1880–1939) und seiner Frau Adel. Nach dem Abschluss an der Pädagogischen Hochschule gehörte er von 1932 bis 1934 dem Komsomol an und arbeitete in diese Zeit am Bau der Moskauer U-Bahn mit. Seine Erfahrungen verarbeitete er 1956 in dem Gedicht Добровольцы (Dobrowolzy). 1934 erschien Dolmatowskis erster Gedichtband, drei Jahre später errang er den Abschluss am Maxim-Gorki-Literaturinstitut.
1941 trat Dolmatowski der KPdSU bei. Während des Deutsch-Sowjetischen Krieges war er als Berichterstatter für die Rote Armee tätig. Im August 1941 erlitt der Dichter eine Verwundung und geriet in deutsche Kriegsgefangenschaft, konnte jedoch flüchten und seinen Dienst wieder aufnehmen. Er bekleidete den Rang eines Majors und war 1945 Zeuge der Befreiung Berlins. Ein bekanntes Bild des Fotografen Jewgeni Chaldei zeigt den jungen Dichter dort am 2. Mai 1945 mit einer Hitler-Büste als Trophäe unter dem Arm in der Nähe des Berliner Reichstagsgebäudes. Seine Erlebnisse fanden bereits während der  Kriegsjahre literarischen Widerhall. 1950 erhielt er für Слово о завтрашнем дне (Slowo o sawtraschnem dne) den Stalinpreis.
Viele seiner Gedichte wurden vertont. Dabei arbeitete er mit bekannten Komponisten wie Dmitri Kabalewski, Dmitri Schostakowitsch, Eddie Rosner und Wassili Solowjow-Sedoi zusammen. Matwei Blanter verfasste 1941 ein Musikstück auf Grundlage von Dolmatowskis Моя любимая (Moja ljubimaja). Vertonungen mehrerer seiner Texte waren auch in Filmen zu hören.
Er ist als Verfasser vieler patriotischer sowjetischer Lieder in Erinnerung. Viele seiner vertonten Texte befanden sich beispielsweise im Repertoire des Alexandrow-Ensembles.
Er starb 79-jährig in seiner Geburtsstadt und wurde auf dem Donskoi-Friedhof beigesetzt.

## Würdigungen
Dolmatowski war u. a. Träger folgender Titel und Auszeichnungen:
- Orden des Roten Sterns (29. Januar 1943)[8]
- zweimal Orden des Vaterländischen Krieges I. Klasse (12. September 1944, 1. August 1986)[4][9]
- Stalinpreis (1950)
- „Alexander Fadejew“-Medaille (1983)
- „Pawlo Tytschyna“-Preis des Schriftstellerverbandes der UdSSR (1985)
- Orden der Oktoberrevolution
- zweimal Orden des Roten Banners der Arbeit
- Ehrenzeichen der Sowjetunion[7]

## Bibliografie (Auswahl)

### Gedichtbände
- 1934: Лирика (Lirika)
- 1942: Песнь о Днепре (Pesn o Dnepre)
- 1944: Вера в победу (Wera w pobedu)
- 1949: Слово о завтрашнем дне (Slowo o sawtraschnem dne)

### Liedtexte
- 1939: Любимый город (Ljubimy gorod) – Musik: Nikita Bogoslowski
- 1943: Случайный вальс (Slutschainy wals) – Musik: Mark Grigorjewitsch Fradkin
- 1949: Песнь о лесах – Musik: Dmitri Schostakowitsch
- 1950: Родина слышит... (Rodina slyschit) – Musik: Dmitri Schostakowitsch
- 1956: Школьные годы (Schkolnyje gody) – Musik: Dmitri Kabalewski
- 1957: Если бы парни всей земли (Esli by parni wsei semli) – Musik: Wassili Solowjow-Sedoi
- 1958: Комсомольцы-добровольцы (Komsomolzy-dobrowolzy) – Musik: Mark Grigorjewitsch Fradkin
- 1958: За фабричной заставой… (Sa fabritschnoi sastawoi...) – Musik: Mark Grigorjewitsch Fradkin
- 1958: Вот так и живём... (Wot tak u schiwjom...) – Musik: Mark Grigorjewitsch Fradkin
- 1962: И на Марсе будут яблони цвести (I na Marse budut jabloni zwesti) – Musik: Wano Muradeli